# Wasim Abusal
Wasim Abusal est un boxeur palestinien né le 14 juin 2004 à Ramallah.

## Biographie
Wasim Abusal commence la pratique de la boxe à l'âge de 12 ans grâce à son père.
En 2024, il  bénéficie d'une invitation du comité international olympique pour représenter la Palestine dans la catégorie des poids plumes aux jeux olympiques d'été à Paris et se prépare à Allonnes dans la Sarthe, dans le contexte difficile de la guerre à Gaza, son entraîneur gazaoui Ahmed Harara ne pouvant pas se rendre en France en raison des restrictions israéliennes,,. Il est nommé porte-drapeau de la délégation palestinienne lors de ces Jeux aux côtés de la nageuse Valerie Tarazi.